# 多爾鎮區 (密歇根州)
多爾鎮區（英語：Dorr Township）是位於美國密歇根州阿勒根縣的一個行政鎮區。

## 地方資料
多爾鎮區的面積為93.70平方千米，當中陸地面積為93.60平方千米，而水域面積為0.10平方千米。根據2010年美國人口普查的數據，當地共有人口7922人，而人口密度為每平方千米84.55人。